# Gaspard de Thomas de La Valette
 Gaspard de Thomas de La Valette, mort le 10 juillet 1748 est un évêque français du XVIIIe siècle. Il est fils de François II de La Valette, qui sert avec distinction dans les armées de Louis XIV. 

## Biographie
Gaspard de Thomas de La Valette est nommé en 1712 abbé de Saint-Sauveur de Figeac. Louis XV le désigne évêque d'Autun en 1732 ; il est confirmé le 11 août et consacré en septembre par l'archevêque de Paris. Il donne sa démission en février 1748 et meurt la même année. Il est le frère du R.P. Supérieur général de l'Oratoire, Louis,  et de Joseph Thomas de la Valette, chef d'escadre des armées navales du roi décédé le 19 janvier 1744, âgé de 70 ans environ